# Podul Dom Luís I
Podul D. Luís I sau Podul Dom Luís I (în portugheză Ponte D. Luís I; conform plăcii inaugurale, Ponte Luiz I) este un pod cu structură metalică în arc și două tabliere, realizat între anii 1881 și 1888, care traversează fluviul Douro și conectează orașele Porto și Vila Nova de Gaia din Portugalia.
Podul Dom Luís I a fost construit pentru a înlocui vechiul pod suspendat Maria a II-a, care exista pe același amplasament. Lucrarea a fost realizată după proiectul și sub supravegherea inginerului francez Théophile Seyrig, discipol al lui Gustave Eiffel și colaborator al acestuia la o investiție similară, podul feroviar Podul Dona Maria Pia.
Tablierul superior al podului a fost inaugurat în 1886, iar cel inferior și intrarea completă în funcțiune în 1888.

## Denumire

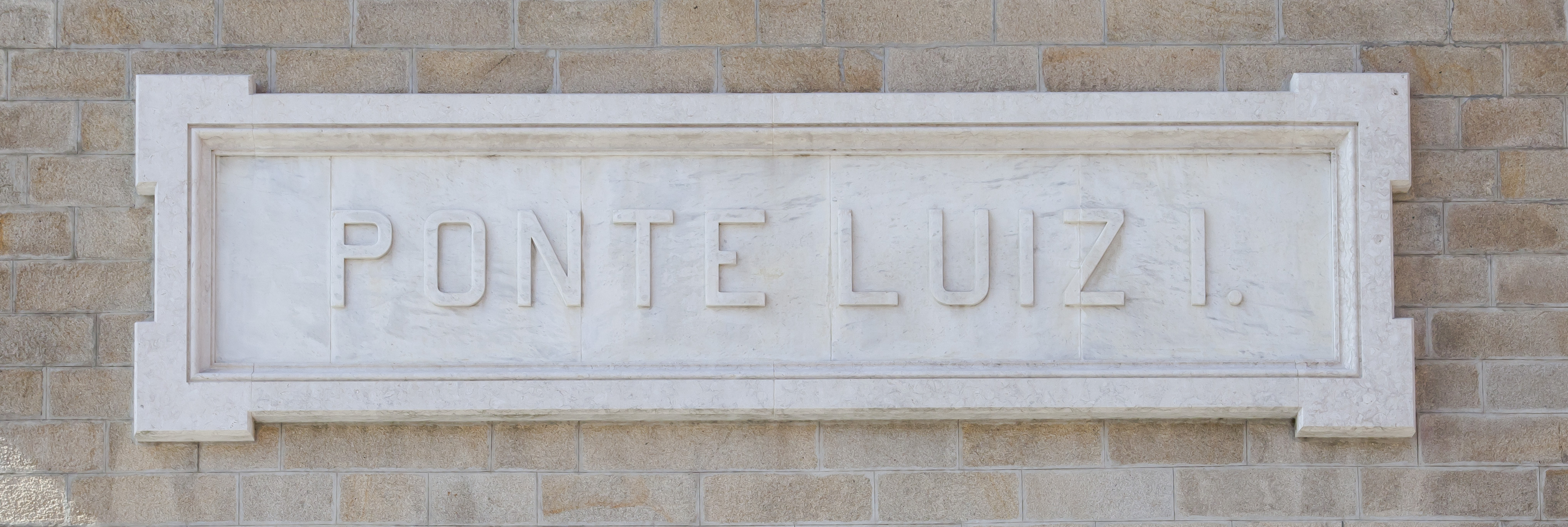
Placa inaugurală cu denumirea Podul Luiz I.

Au existat controverse privind denumirea oficială a podului. Conform plăcii inaugurale amplasate pe culeea tablierului inferior, podul a fost denumit Luiz I, fără particula nobiliară Dom (prescurtată D.). O legendă populară spune că locuitorii orașului Porto, supărați că Regele D. Luís I nu a participat la inaugurarea construcției, au decis să retragă titlul de Dom din denumirea podului pentru a pedepsi ceea ce ei au considerat o lipsă de respect.
În realitate, podul a fost denumit de către ziarele vremii Podul Luiz I încă din perioada construcției. În plus, importante alte lucrări de infrastructură importante din acea vreme care purtau nume ale unor membri ai familiei regale nu conțineau și particula nobiliară în denumirile lor oficiale: podul feroviar Maria Pia (și nu Dona Maria Pia), dedicat reginei, sau velodromul Maria Amélia (și nu Dona Amélia), dedicat viitoarei regine-consoarte a Regelui D. Carlos. Mai mult, deși numele său oficial este „Luiz I”, după cum o dovedesc inscripțiile de pe plăcile inaugurale fixate la intrările tablierului inferior, populația orașului Porto l-a numit întotdeauna „Podul lui D. Luís”, folosind titlul regelui, față de care locuitorii se simțeau atașați.
Pe 31 octombrie 1986, la aniversarea centenarului podului, primăria orașului Porto a amplasat o placă din fontă inscripționată cu numele regelui și titlul său: „Centenarul podului D. Luís”.

## Istoric

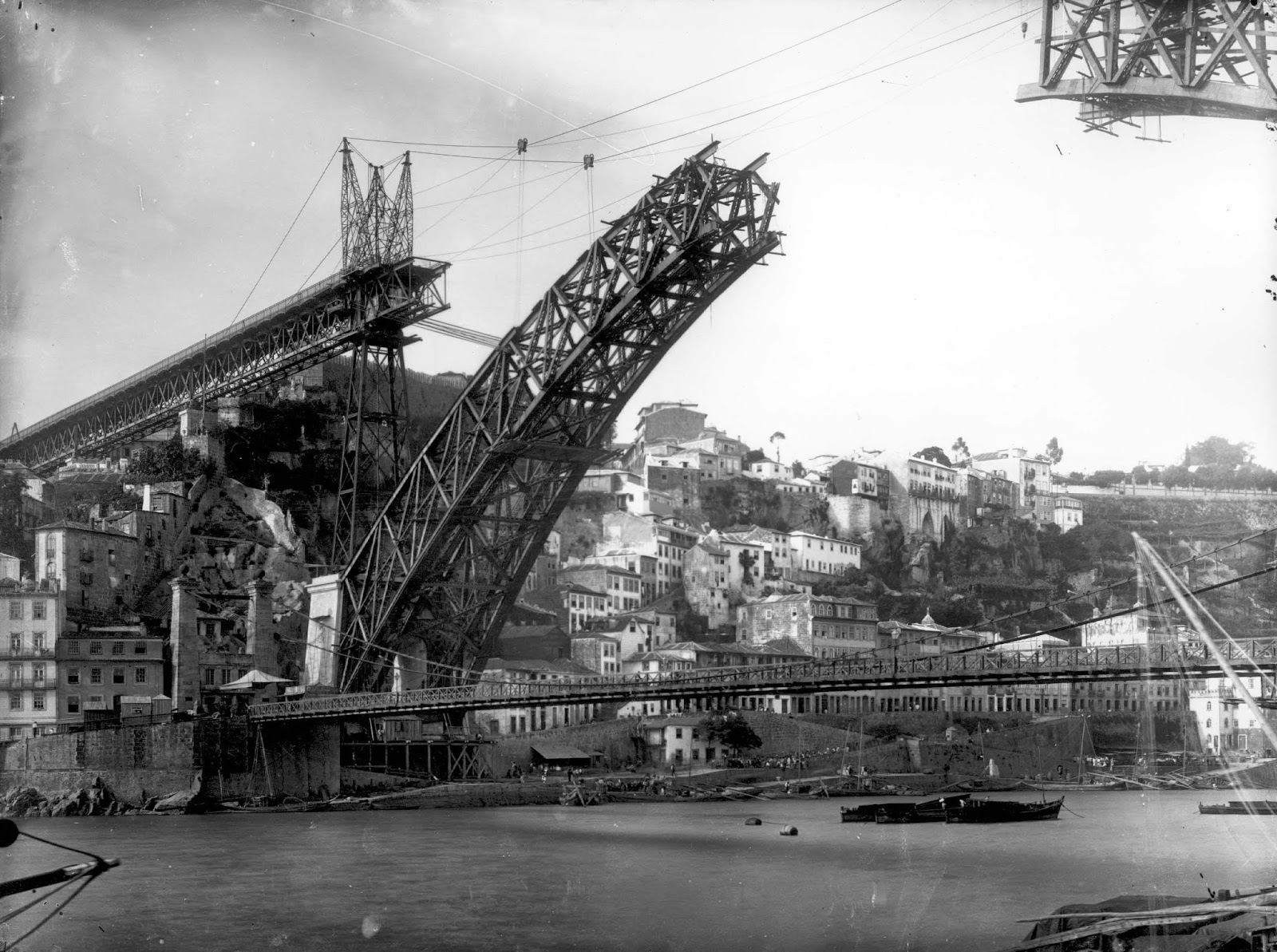
O fotografie din 1883, înfățișând vechiul pod suspendat și podul Luís I în timpul construcției arcului.

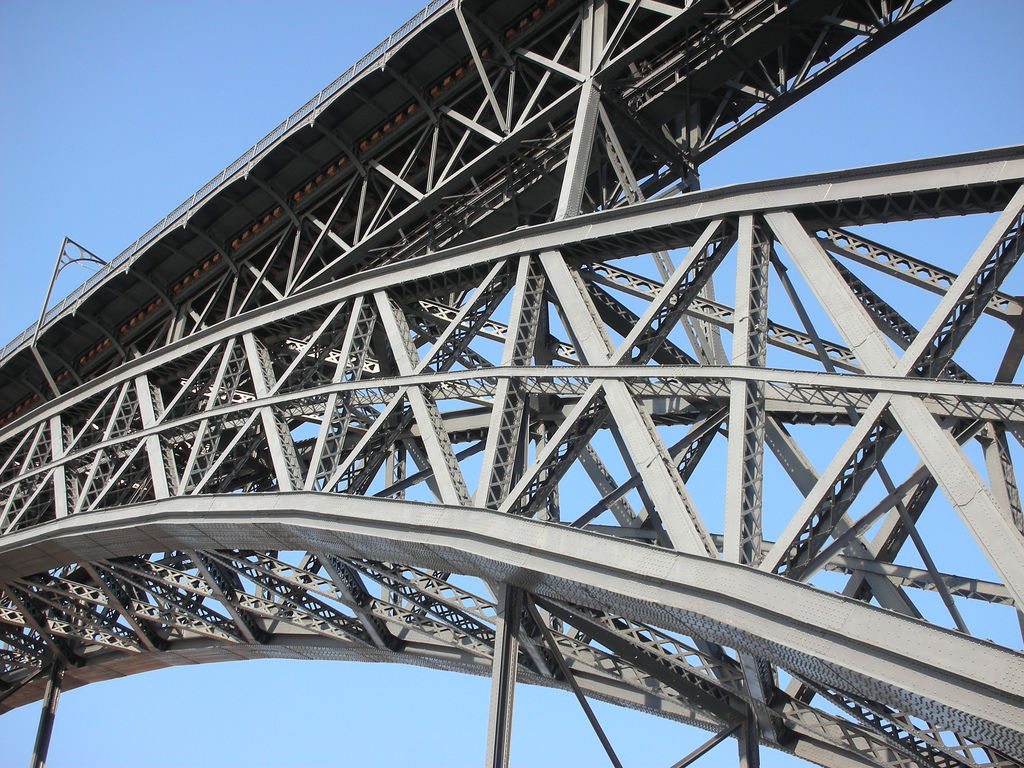
Detaliu al sistemului de grinzi cu zăbrele al podului.

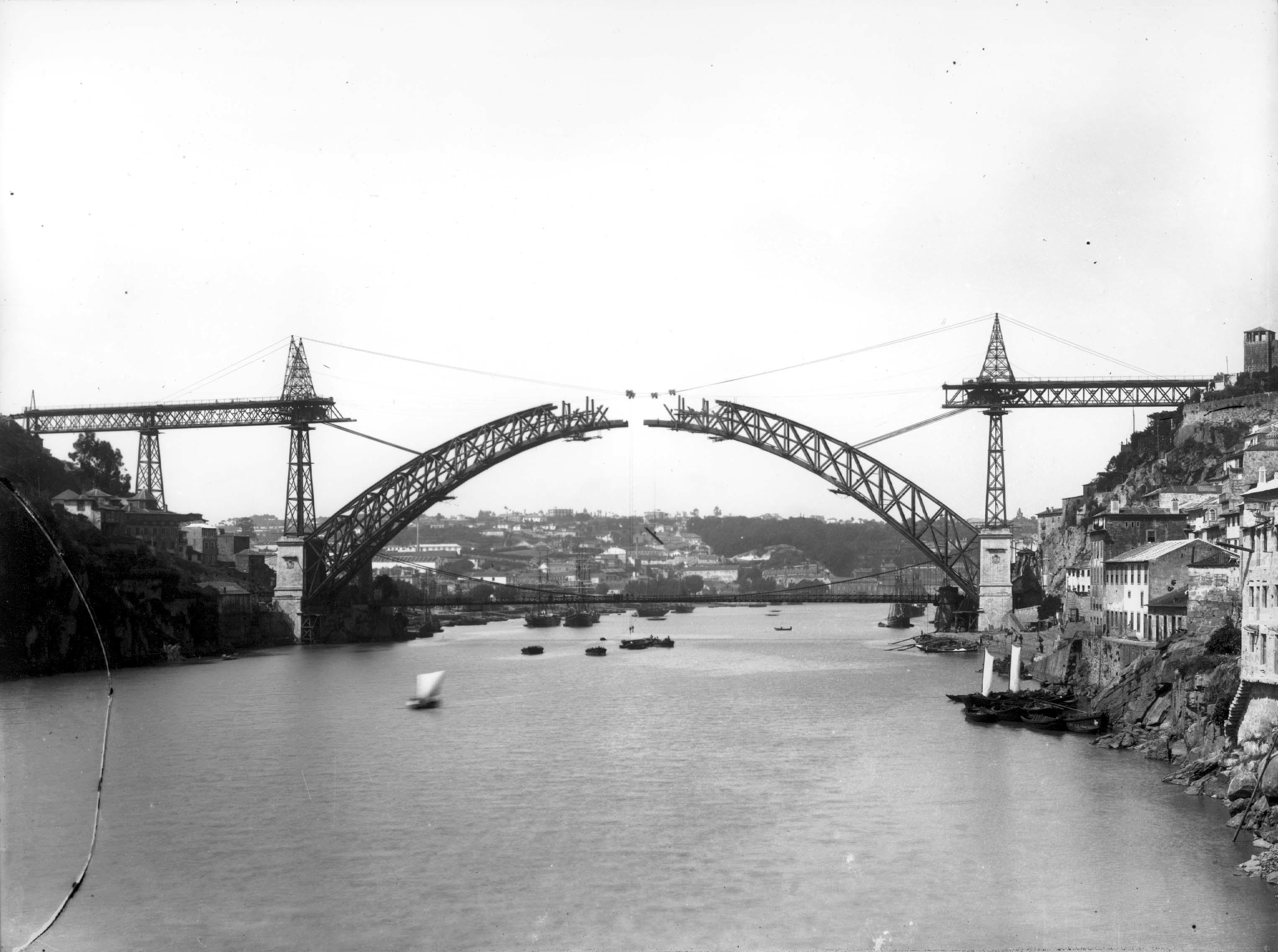
Fotografie din 1883 realizată de Emílio Biel.

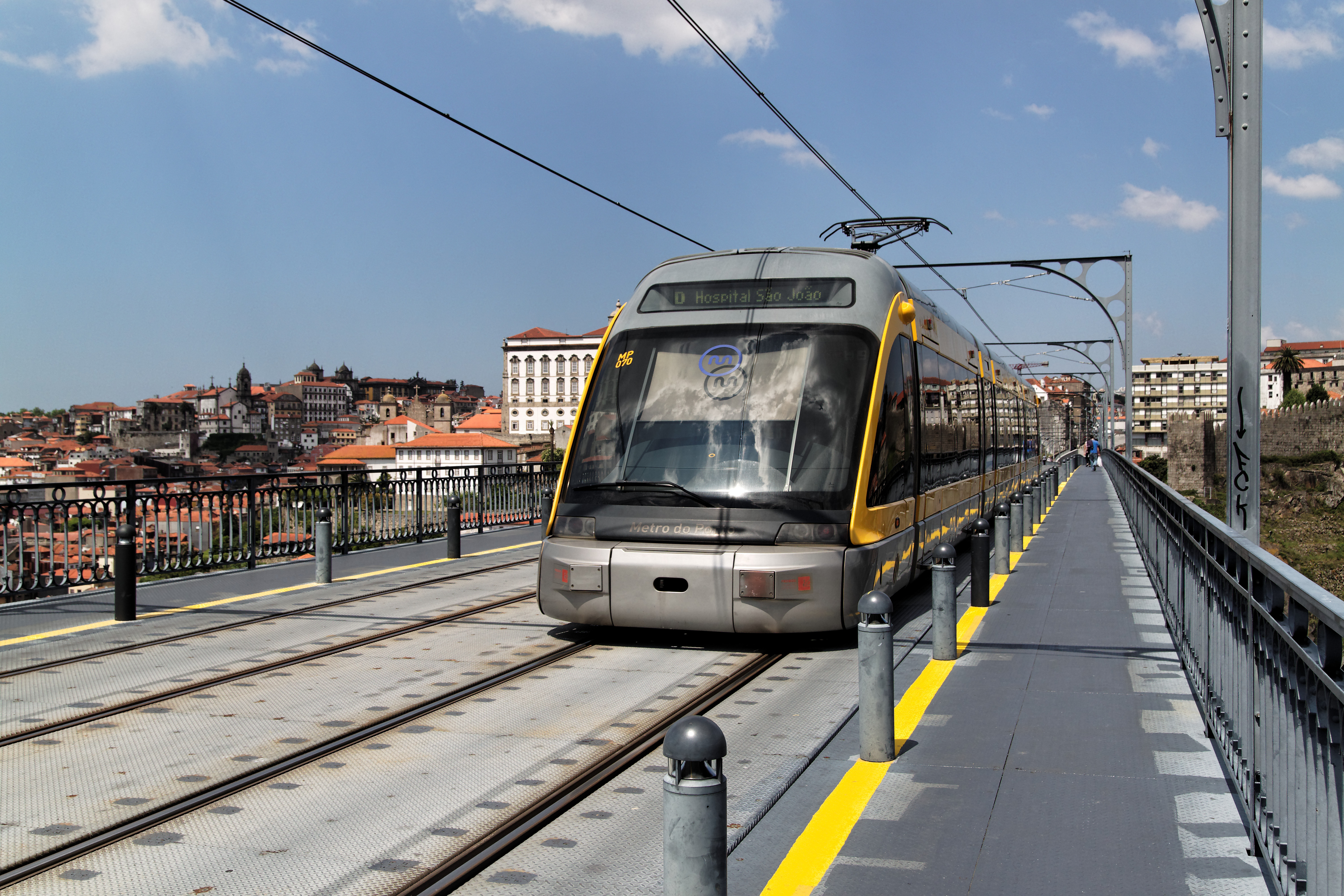
Vehicul al metroului din Porto pe tablierul superior.

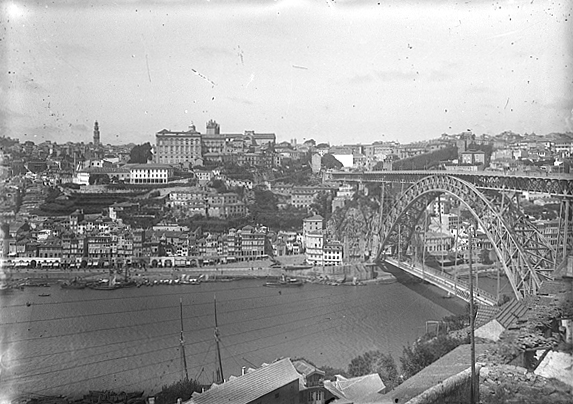
Fotografie de la începutul secolului trecut înfățișând construcția arcului.

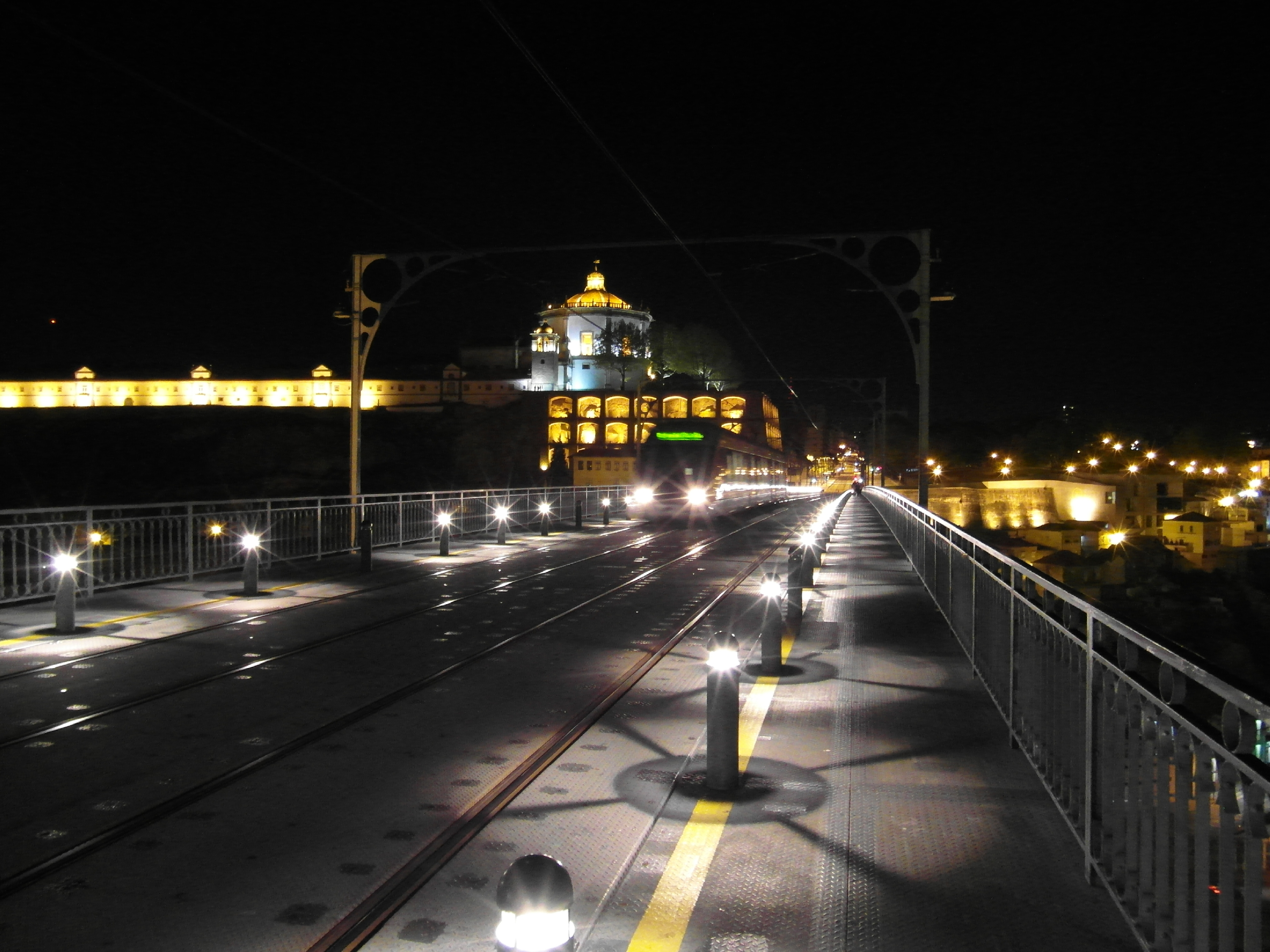
Iluminarea căii de rulare de pe tablierul superior.

În a doua jumătate a secolului al XIX-lea, comerțul era în expansiune în orașul Porto. Manufacturile erau răspândite în întreg districtul de est al orașului, pe malul fluviului. Traficul între Vila Nova de Gaia și Porto sporea în intensitate, iar vechiul pod suspendat care conecta cele două localități nu mai era suficient pentru a asigura o circulație eficientă.
În 1879, Gustave Eiffel a prezentat un proiect de construcție a unui pod nou peste Douro, având un singur tablier, pentru a nu îngreuna navigația fluvială. Acest proiect a fost respins din cauza creșterii semnificative a populației urbane, ceea ce necesita o reconsiderare a limitelor unui pod cu un singur tablier.
Pe 11 februarie 1879, guvernul portughez a decis să lanseze o licitație publică pentru „construirea unui pod metalic peste fluviul Douro, în locul care este considerat cel mai convenabil în fața orașului Porto, pentru a înlocui actualul pod suspendat”. În caietul de sarcini era inclusă explicit obligația ca podul să fie format din două tabliere, proiectantul primind o totală libertate de proiectare.. La licitație au participat 10 companii, care au prezentat în total 12 proiecte: Compagnie de Fives-Lille, Cail & C., Société de Braine-le-Comte, Société des Batignolles (două proiecte), Schneider & Co., Gustave Eiffel et Cie., Auguste Lecoq & Co., Andrew Handyside & Co., Société de Construction de Willebroek (două proiecte) și John Wixon. După deliberări, în luna ianuarie 1880, comisia de licitație a anunțat că a selectat oferta firmei belgiene Société de Construction de Willebroek, cu propunerea tehnică a inginerului Théophile Seyrig, un discipol al lui Gustave Eiffel. Seyrig fusese anterior șeful echipei de proiectare și co-autorul proiectului Podului Dona Maria Pia, construit de Eiffel, de unde și asemănarea podului Dom Luís I cu podul Dona Maria Pia. Propunerea câștigătoare, deși mai scumpă, a fost preferată din motive tehnice de comisia de licitație. Pe 21 noiembrie 1881, lucrarea a fost atribuită oficial companiei belgiene contra unei sume de 369 de contos (369 000 $ de la acea vreme).
Théophile Seyrig a fost numit unic responsabil pentru realizarea podului, iar lucrările propriu zise au fost începute în 1881, în apropierea turnurilor vechiului pod suspendat Maria a II-a, care a fost apoi demolat.
Pe 26 mai 1886 au început primele teste de încărcare, cu transportul unor mase de 2000 kg pe metru. Pe 30 octombrie au fost încheiate lucrările la arcul principal și la tablierul superior, ceea ce a condus la inaugurarea podului în chiar ziua următoare, pe 31 octombrie 1886. Începând cu 1 noiembrie, la intrarea pe pod a început să funcționeze un sistem de taxare operat de compania constructoare, taxa aplicată fiind de 4 reali de persoană. În anul următor a fost inaugurat și tablierul inferior, completând proiectul. În timpul ceremoniilor de inaugurare, podul a fost binecuvântat de Episcopul de Porto D. Américo.
În anul 1908, în zona centrală a orașului Porto au început să funcționeze vehicule electrice, traseele acestora extinzându-se și pe pod.
Pe 1 ianuarie 1944, sistemul de taxare a fost abolit, iar podul și-a schimbat statutul într-o lucrare de infrastructură gratuită aflată sub autoritatea municipală a orașului Porto. Începând de la inaugurarea sa, timp de peste un secol, pe ambele tabliere ale podului s-a desfășurat trafic rutier. Printre alte vehicule, tablierul superior a fost traversat de tramvaie electrice, începând din 1908 și până în mai 1959, în timp ce troleibuze au circulat pe ambele tabliere din mai 1959 și până în 1993. În anul 1954 au fost demarate lucrări publice de reparații și modernizare, sub conducerea inginerului Edgar Cardoso. Acestea au presupus lărgirea ambelor tabliere și desființarea liniei de tramvai.
În 1982, podul a fost desemnat „Proprietate de Interes Public” (în portugheză Imóvel de Interesse Público), fiind clasat ca obiect de patrimoniu de către IGESPAR, Institutul pentru Managementul Patrimoniului Arhitectural și Arheologic.
Pe 27 iunie 2003, tablierul superior a fost închis traficului auto pentru a permite lucrări de adaptare a structurii în vederea instalării unui sistem de metrou ușor. În acest scop, Podul Infante Dom Henrique, în construcție la circa 500 m în amonte, a fost terminat cu trei luni mai devreme pentru a oferi o alternativă legăturii rutiere dintre Porto și Vila Nova de Gaia. Noua Linie D a fost inaugurată pe 17 septembrie 2005, iar tablierul superior redeschis circulației tramvaielor metroului ușor și traficului pietonal. Tablierul inferior continuă să fie utilizat de traficul auto.
În 2012, o inspecție din partea Administrației Drumurilor din Portugalia (în portugheză Estradas de Portugal) a concluzionat că podul necesită lucrări de întreținere și reabilitare, și anume la nivelul carosabilului, al rosturilor de dilatare, plus o nouă vopsire a grinzilor și balustradelor. În luna august 2013 s-au executat lucrări de „întreținere curentă a tablierului superior”, fiind necesară întreruperea circulației tramvaielor liniei galbene a metroului între stațiile General Torres și Trindade, începând cu ora 21:30.
În 2015, în urma creșterii traficului pietonal și a sporului demografic, a fost anunțată intenția municipalității de a construi la exteriorul tablierului inferior, de fiecare parte a lui, două trotuare suspendate, cu lățimea de 2 m fiecare. Trotuarul pietonal ar fi urmat să fie realizat pe partea dinspre aval a podului, în timp ce un trotuar cu o pistă de biciclete se dorea amplasat pe partea dinspre amontele fluviului. Discuțiile au continuat în iarna anului următor, iar în martie 2016 a fost prezentat studiul de fezabilitate pentru lărgirea tablierului inferior al podului prin adăugarea celor două trotuare, elaborat de arhitectul Virgínio Moutinho și inginerii António și José António Campos e Matos. Construcția celor două trotuare suspendate a fost estimată la circa 600 milioane de euro și necesita o autorizație de la Direcția Regională pentru Cultură Nord (în portugheză Direção Regional da Cultura do Norte), care administrează patrimoniul cultural în regiunea din care face parte orașul Porto. Deoarece instituția respectivă și-a exprimat dubii serioase privind ideile expuse în acel proiect, în luna august a aceluiași an primăria Porto a solicitat Direcției Regionale pentru Cultură Nord să nu emită încă un aviz pentru acest studiu, deoarece el va fi regândit.
Pe 9 mai 2019, guvernul portughez a autorizat Infraestruturas de Portugal să cheltuiască în acel an 800 mii de euro, iar în anul 2020 încă 1,2 milioane de euro, pentru lucrări de reparații ale tablierului inferior al podului, în cadrul unui proiect care prevede înlocuirea integrală a plăcii de suprabetonare, și deci inclusiv a căii de rulare. La aceasta se adaugă introducerea unui sistem longitudinal de blocare și armarea flanșelor superioare ale grinzilor metalice, zăbrelelor diagonale și verticale, prin adăugarea de foi de oțel. În proiect au fost prevăzute și întreținerea aparatelor de sprijin, înlocuirea rosturilor de dilatare sau reparații ale porților de acces către culei. Însă nici una din propunerile tehnice prezentate nu s-a încadrat în limita maximă de 2 milioane de euro prin care lucrările publice pot fi încredințate prin negociere directă, astfel că Infraestruturas de Portugal a fost nevoită să inițieze procedurile legale pentru lansarea unei licitații publice, prevăzută a fi publicată în Diário da República la începutul celui de-al doilea trimestru al anului 2020. S-a estimat că lucrările ar putea începe apoi în al treilea trimestru al aceluiași an.

### Cronologie

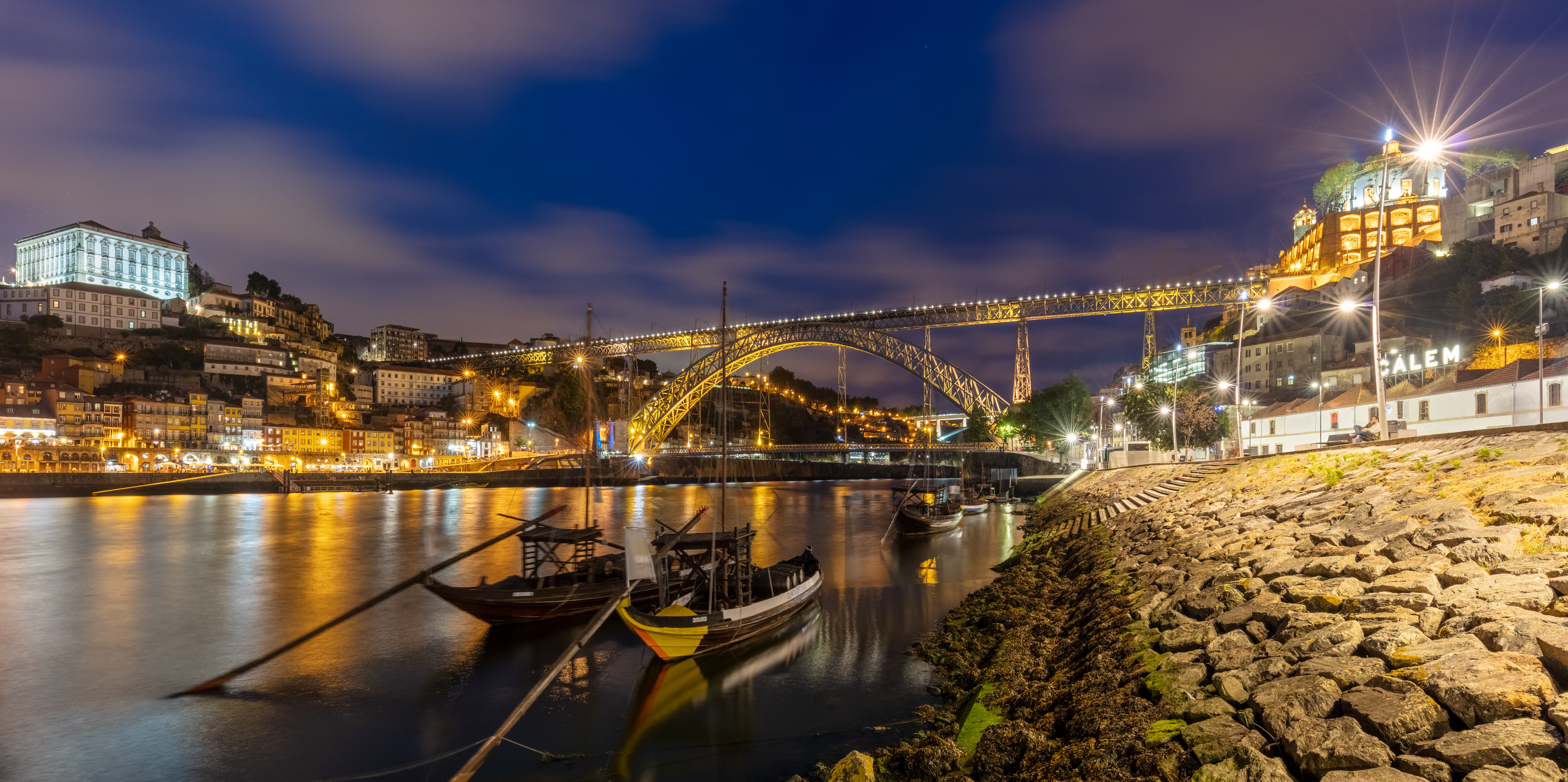
Podul D. Luís I și iluminarea sa noturnă

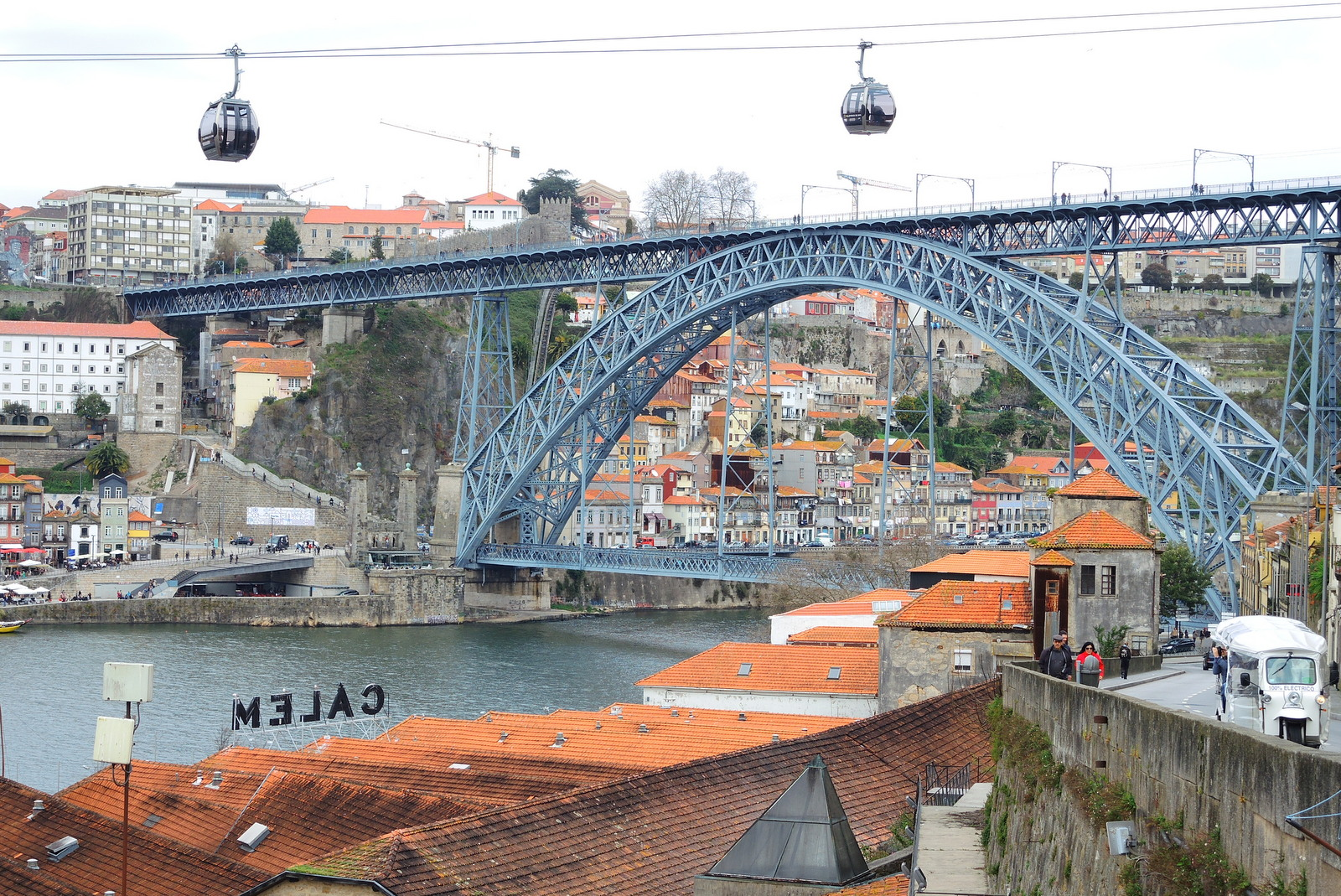
Tablierele și arcul emblematic al podului D. Luís I

- 1879, 11 februarie – decizia guvernului de construire a unui pod peste Douro
- 1880, noiembrie – lansarea licitației pentru construcția podului
- 1881, ianuarie – anunțul de selectare a constructorului Société de Construction de Willebroek
- 1881, 21 noiembrie – atribuirea lucrării către compania belgiană Société de Construction de Willebroek
- 1881 – începerea construcției
- 1886, 26 mai – efectuarea testelor de rezistență
- 1886, 30 octombrie – terminarea lucrărilor la tablierul superior
- 1886, 31 octombrie – inaugurarea tablierului superior
- 1886, 1 noiembrie – intrarea în vigoare a sistemului de taxare în favoarea constructorului belgian
- 1888, 31 octombrie – inaugurarea tablierului inferior și terminarea tuturor lucrărilor[4]
- 1905 – realizarea căii de rulare a tramvaielor[25]
- 1944, 1 ianuarie – desființarea sistemului de taxare
- 1954 – lucrări de reparații și de desființare a liniilor de tramvai, după un proiect al inginerului Edgar Cardoso
- 2003, 27 iunie – închiderea traficului pe tablierul superior pentru instalarea structurii liniilor metroului ușor
- 2005, 17 septembrie – inaugurarea liniei de metrou și a trotuarelor pietonale pe tablierul superior[14]

## Caracteristici tehnice
Alături de Turnul Clericilor, podul Dom Luís I reprezintă un ex libris al orașului Porto. În trecut, podul era iluminat prin intermediul unor candelabre artistic executate, funcționând cu gaz, 24 pe tablierul superior, 8 pe cel inferior și 8 pe culei. Podul are următoarele caracteristici tehnice:
- Două tabliere metalice
- Lungimea tablierului superior: 391,25 m[26], după alte surse 395 m[3]
- Coarda arcului (lungimea tablierului inferior): 172 m[26]
- Distanța pe verticală între tabliere: 45,1 m[26]
- Lățimea tablierelor: 8 m
- Masă: 3 045 tone[26]

## Galerie de imagini

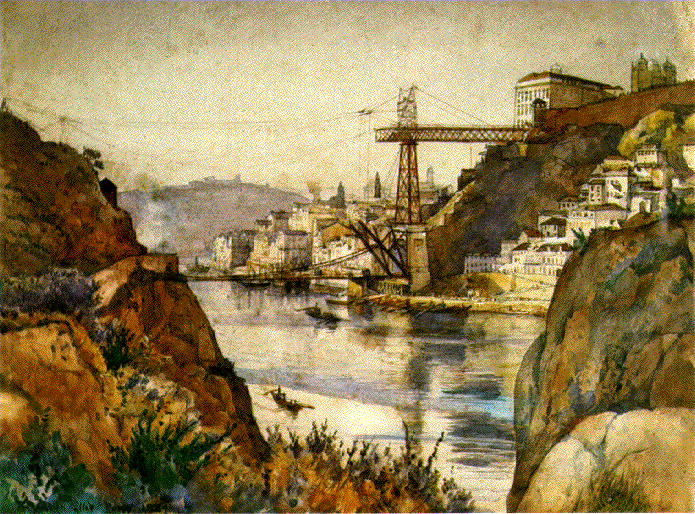
Construcția podului Dom Luís I
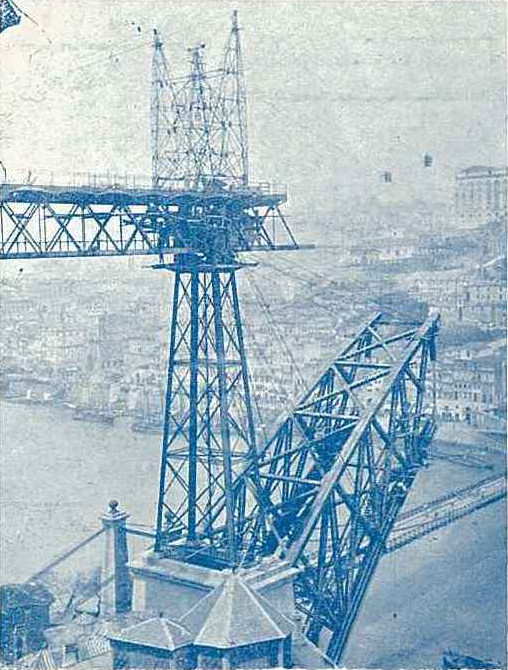
... în construcție
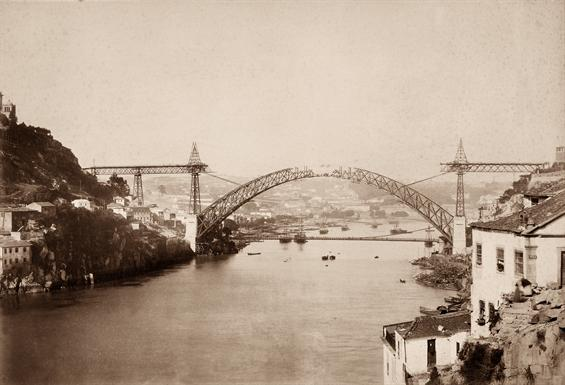
... în construcție ... Fotografie de Emílio Biel
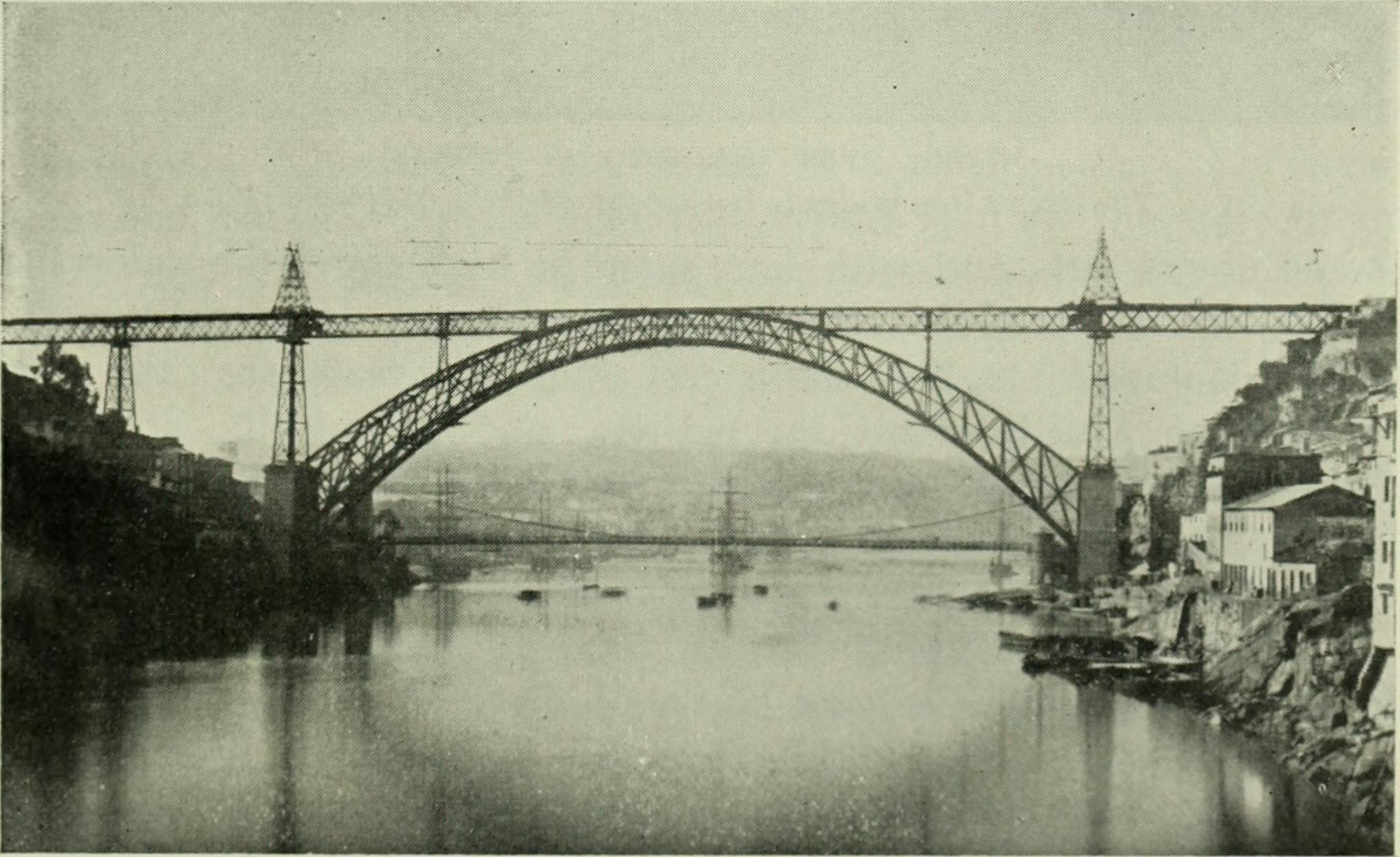
... în construcție, în anul 1891
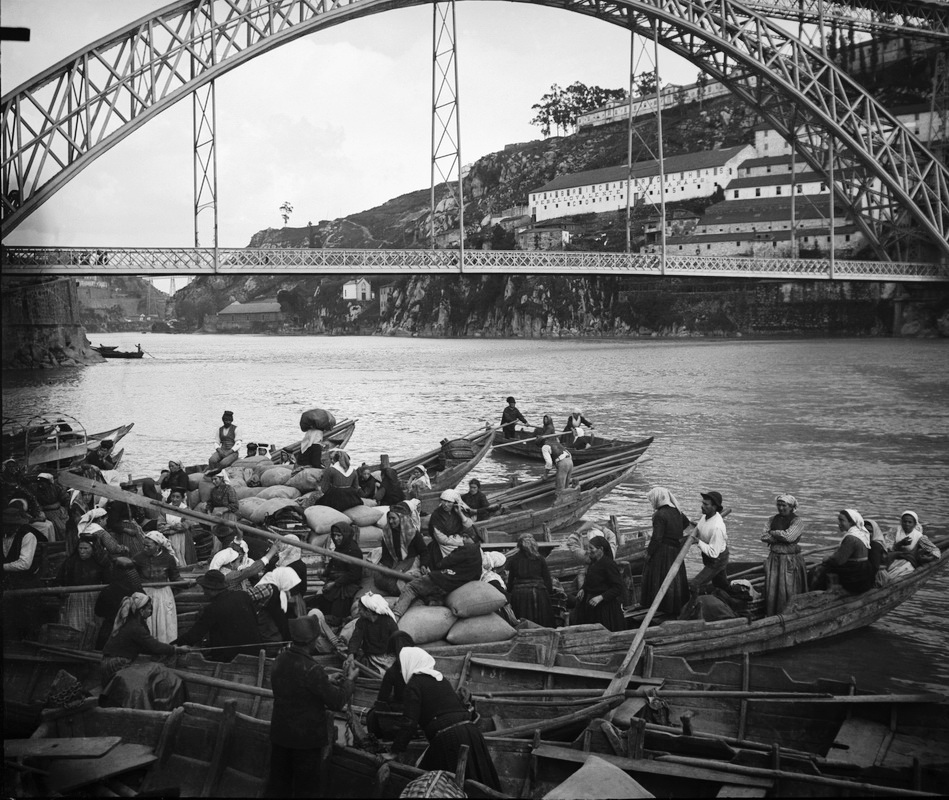
În jurul anului 1930
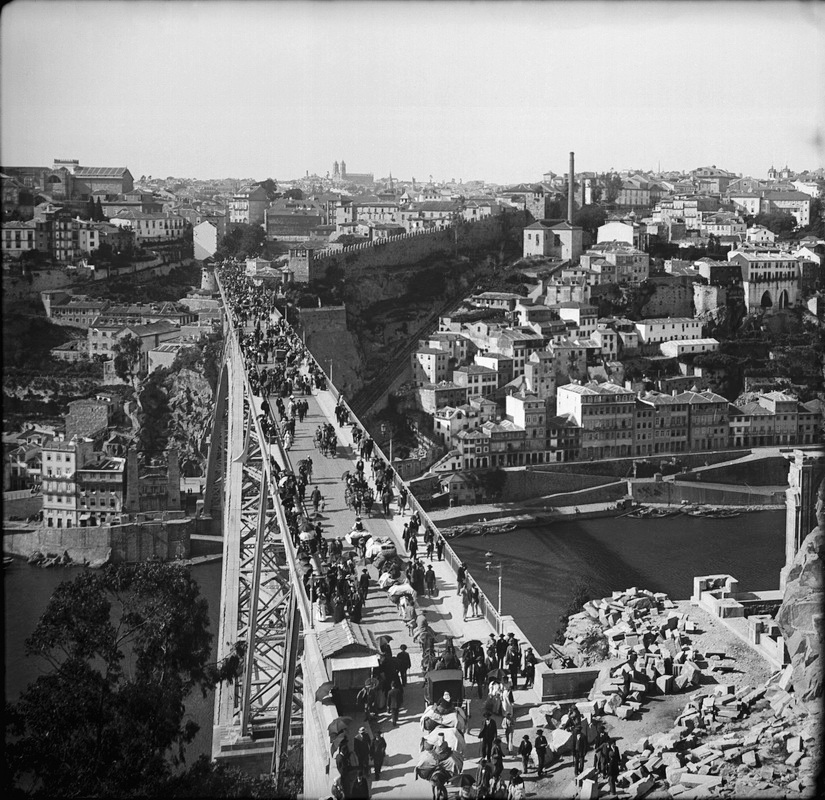
În jurul anului 1930
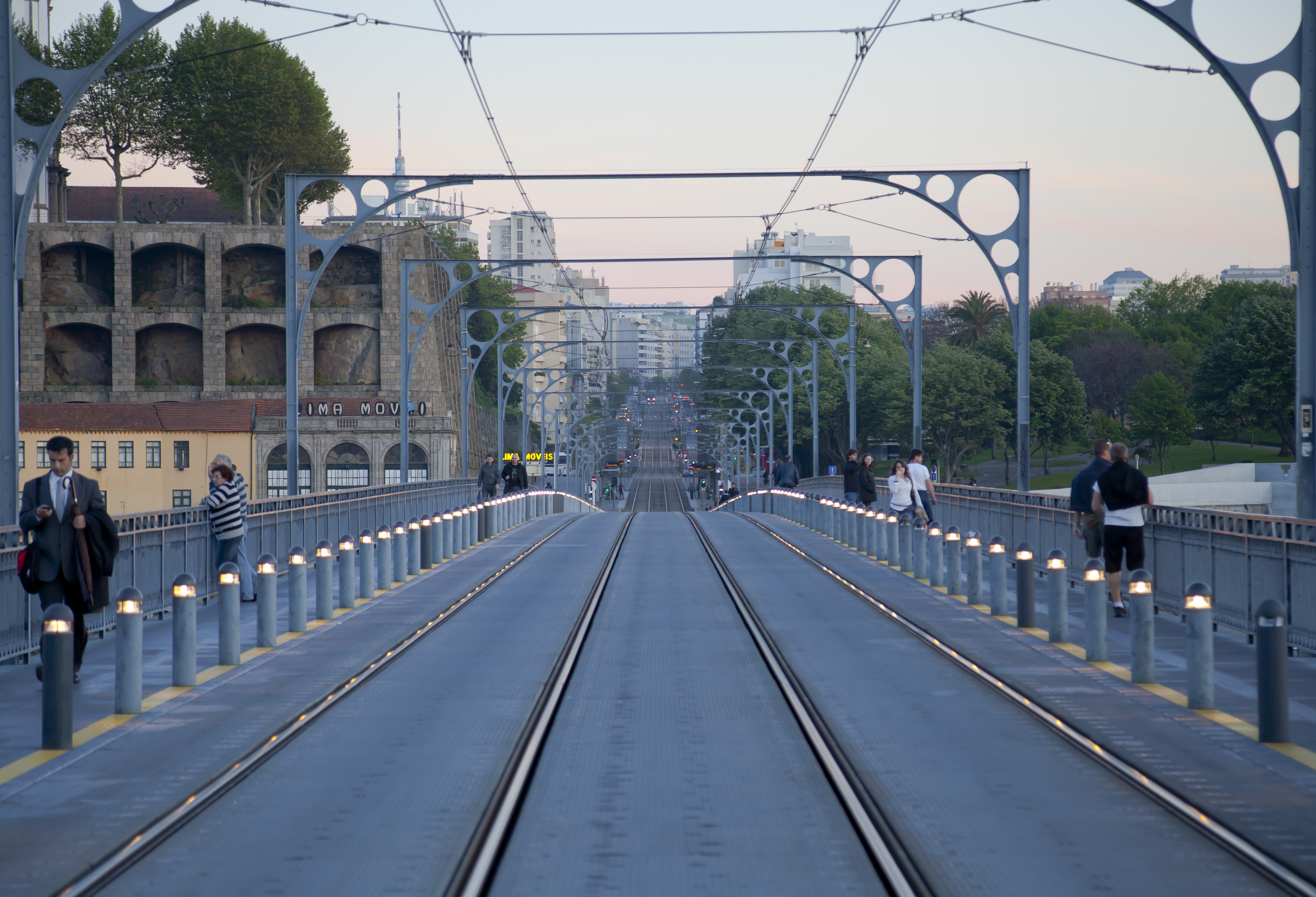
Vedere de pe tablierul superior
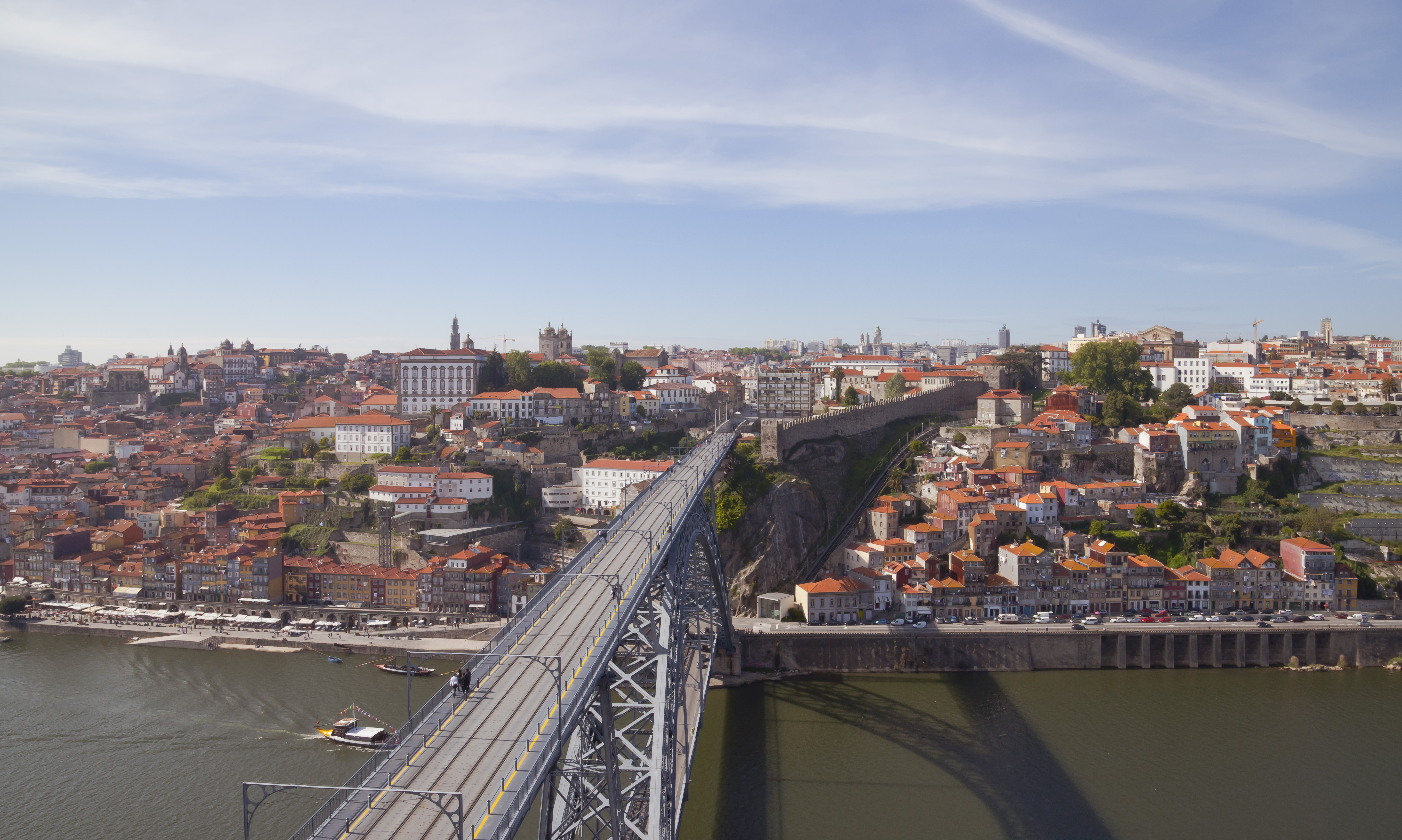
Vedere din Serra do Pilar
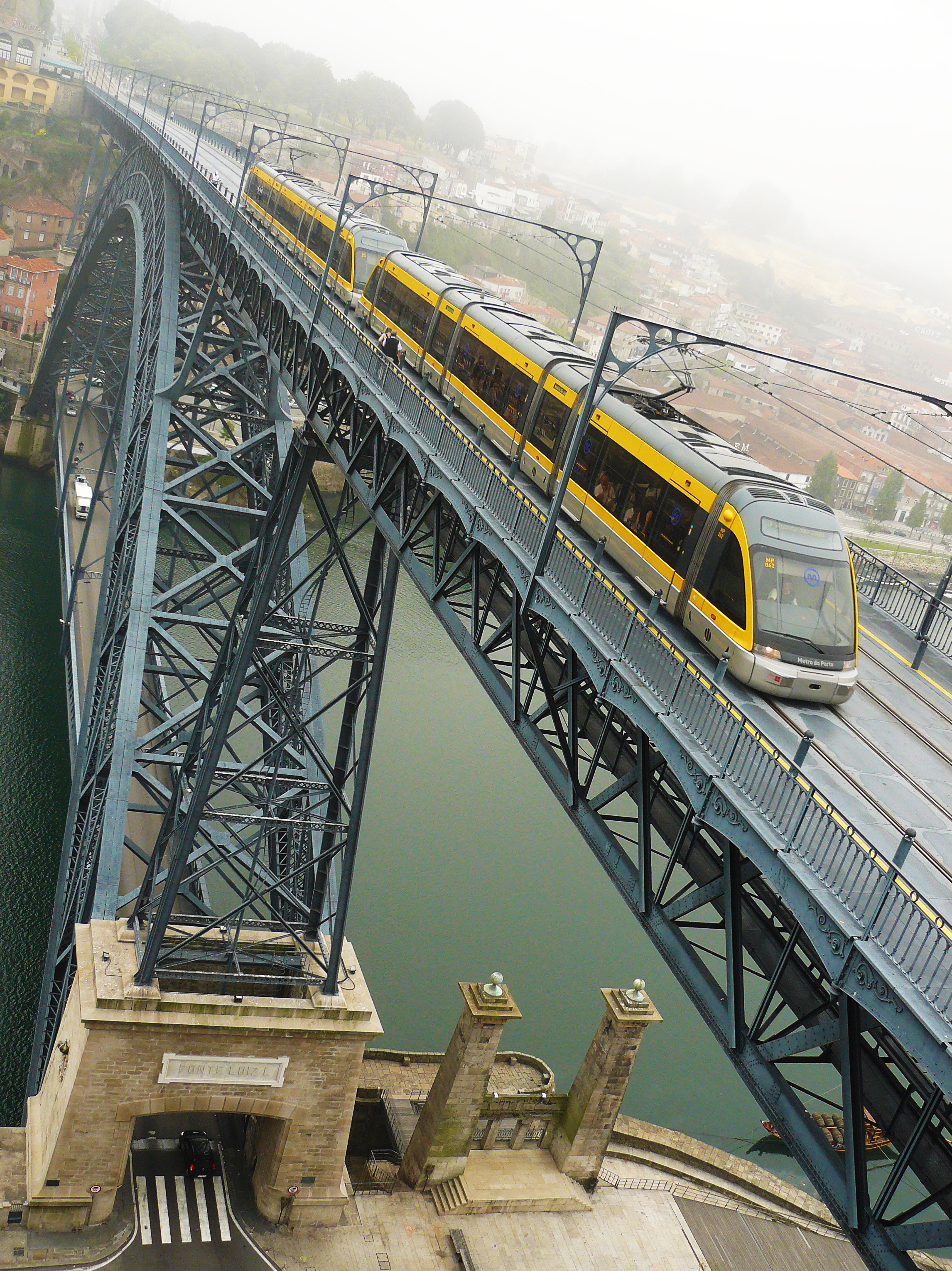
Tramvai al metroului din Porto